# Carmunnock
Carmunnock är en ort i Storbritannien.   Den ligger i kommunen Glasgow City och riksdelen Skottland, i den centrala delen av landet, 500 km nordväst om huvudstaden London. Carmunnock ligger 138 meter över havet och antalet invånare är 1 080.
Terrängen runt Carmunnock är platt norrut, men söderut är den kuperad. Terrängen runt Carmunnock sluttar norrut. Runt Carmunnock är det tätbefolkat, med 297 invånare per kvadratkilometer. Närmaste större samhälle är Glasgow, 8,4 km norr om Carmunnock. Trakten runt Carmunnock består i huvudsak av gräsmarker.